# Taro Kudo
Taro Kudo (工藤 太郎, Kudō Tarō) est un concepteur de jeux vidéo et un compositeur de musiques de jeux vidéo japonais. 
Il est connu pour avoir travaillé sur des jeux vidéo édités par Konami et Nintendo. Il est le fondateur du studio japonais Vanpool, qui a fermé ses portes en 2023.

## Ludographie
| Année | Jeu                             | Rôle                     | Éditeur  |
| ----- | ------------------------------- | ------------------------ | -------- |
| 1991  | Super Castlevania IV            | Compositeur              | Konami   |
| 1992  | Axelay                          | Compositeur              | Konami   |
| 2003  | Mario and Luigi: Superstar Saga | Mini-jeux                | Nintendo |
| 2012  | Paper Mario: Sticker Star       | Réalisateur & Scénariste | Nintendo |
| 2016  | Paper Mario: Color Splash       | Réalisateur & Scénariste | Nintendo |
| 2020  | Paper Mario: The Origami King   | Scénariste               | Nintendo |